# Nolwenn Hervé
Pour les articles homonymes, voir Hervé.
Nolwenn Hervé, née le 16 mars 1999 à Lannion, est une nageuse et joueuse de basket-ball française.

## Carrière

### Natation
Elle remporte la médaille de bronze du 50 mètres brasse aux Jeux européens de 2015 à Bakou.

### Basket-ball
En 2021 Nolwenn Hervé intègre le BBC Ploegsteert Heuvelland, une équipe belge de basket-ball évoluant au niveau régional. À la suite de nombreuses blessures dans l'équipe durant la saison 2021-2022 Nolwenn sera titularisée dès son cinquième match.